# The Aftermath (album de Da Youngsta's)
Pour les articles homonymes, voir Aftermath.
Albums de Da Youngsta's
Somethin 4 Da Youngsta's
(1992) No Mercy
(1994)
Singles
1. Crewz Pop
Sortie : 11 mars 1993
2. Iz U Wit Me
Sortie : 15 juillet 1993
3. Wild Child
Sortie : 30 septembre 1993

The Aftermath est le deuxième album studio de Da Youngsta's, sorti le 20 avril 1993.
L'album s'est classé 4e au Heatseekers, 25e au Top R&B/Hip-Hop Albums et 126e au Billboard 200.
On retrouve sur cet opus certains des producteurs les plus influents du rap new yorkais : DJ Premier, Pete Rock et Marley Marl.

## Liste des titres
| No  | Titre                                                    | Contient un (des) sample(s) de | Durée |
| --- | -------------------------------------------------------- | --- | ----- |
| 1.  | The Aftermath (Produit par Quran Goodman)                | | 0:27  |
| 2.  | Wild Child (Produit par The Beatnuts)                    | Feel Like Making Love de Bob James | 3:54  |
| 3.  | Iz U Wit Me (Produit par Pete Rock)                      | Pot Belly de Lou Donaldson It's a New Day So Let a Man Come in and Do the Popcorn de James Brown Top Billin' d'Audio Two 360° (What Goes Around) de Grand Puba Go Stetsa I de Stetsasonic | 3:59  |
| 4.  | Handle This (Produit par 118th Street Productions)       | | 3:03  |
| 5.  | Crewz Pop (Produit par 118th Street Productions)         | The Gang's Back Again de Kool & The Gang | 2:57  |
| 6.  | Lyrical Stick Up Kids (Produit par Marley Marl)          | It's Just Begun du Jimmy Castor Bunch Funky for You de Nice & Smooth Human Beat Box des Fat Boys                                                                                          | 4:33  |
| 7.  | Who's the Mic Wrecka (Produit par Pete Rock)             | The Boss de James Brown Superman Lover de Johnny « Guitar » Watson | 5:07  |
| 8.  | Count It Off (Produit par Lawrence Goodman)              | | 2:17  |
| 9.  | Honeycomb Hide Out (Produit par The Beatnuts)            | Turbulence d'Eddie Harris | 4:41  |
| 10. | Da Hood (Produit par Quran Goodman)                      | | 3:55  |
| 11. | It'z Natural (Produit par The Beatnuts)                  | E.V.A. de Jean-Jacques Perrey | 2:54  |
| 12. | Rip a Rhyme (Produit par Marley Marl)                    | Mama Feelgood de Lyn Collins | 3:29  |
| 13. | Wake Em Up (Produit par DJ Premier)                      | | 3:37  |
| 14. | Shout It Out (Produit par Quran Goodman et Tarik Dawson) | Do It Baby du Redd Holt Unlimited La Di Da Di de Doug E. Fresh et Slick Rick Please, Please, Please de James Brown and The Famous Flames                                                  | 1:50  |